# سارگیس هوسپیان (پزشک)

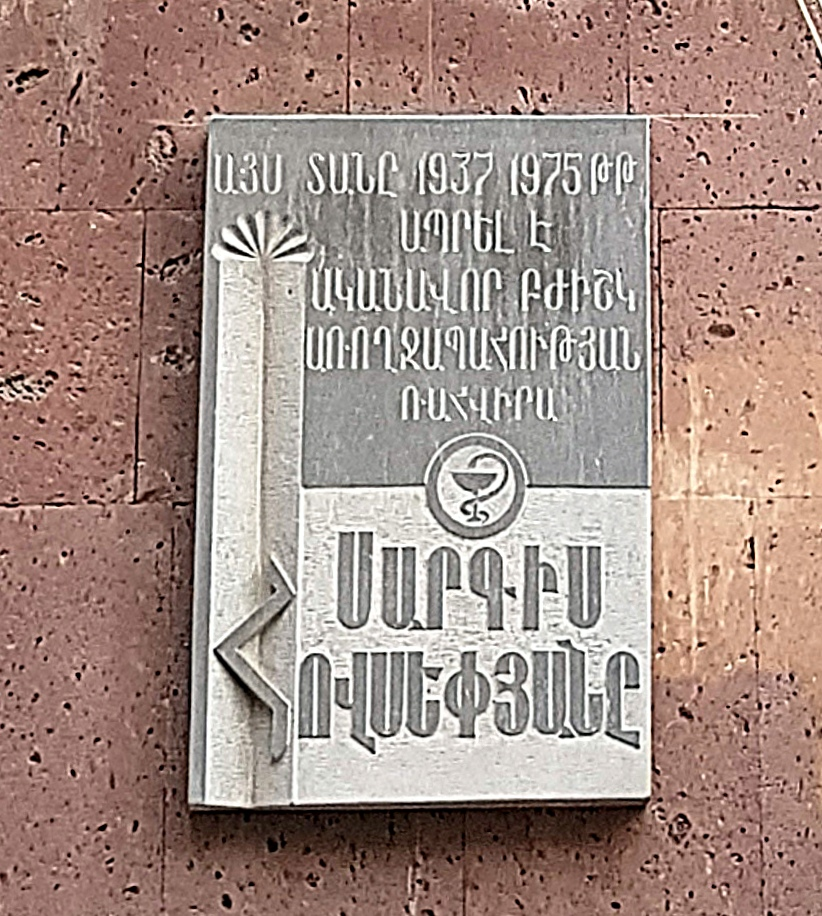

سارگیس گالوستی هوسپیان (ارمنی: Սարգիս Գալուստի Հովսեփյան؛  زادهٔ ۱۸۸۸ - درگذشته ۱۹۷۵) پزشک اهل ارمنستان بود.

## زندگی‌نامه
وی در ۱۸۸۸ در کنستانتینوپل به دنیا آمد و از دانشگاه پزشکی کنستانتینوپل فارغ‌التحصیل گشت. همچنین برندهٔ جوایزی همچون نشان لنین [[]] و نشان پرچم سرخ کار شده‌است. وی در ۱۹۷۵ در ۸۷ سن سالگی درگذشت.

## آثار
== ن